# Mycomya dryope
Mycomya dryope är en tvåvingeart som beskrevs av Coher 1952. Mycomya dryope ingår i släktet Mycomya och familjen svampmyggor. Inga underarter finns listade i Catalogue of Life.